# Enterprener
Enterprener (także: antreprener, z fr. entrepreneur) – w okresie I Rzeczypospolitej: przedsiębiorca teatralny.
Była to osoba dysponująca określonym kapitałem finansowym, zajmująca się przygotowaniem i wystawieniem dzieł teatralnych, począwszy od znalezienia lokalu, poprzez uzyskanie stosownych zgód od lokalnych władz, aranżację dekoracji, uzyskanie tekstów sztuk, aż po zaangażowanie aktorów, muzyków, personelu technicznego, rozreklamowanie przedstawień i rozliczenie kwestii finansowych. Przedsiębiorca taki czerpał zyski z opłat od publiczności. Enterprenerem był np. Wojciech Bogusławski w początkach teatru zawodowego w Poznaniu.
Współcześnie termin entrepreneur tłumaczy się jako przedsiębiorca.